# Mürzzuschlag (stacja kolejowa)
Mürzzuschlag (niem: Bahnhof Mürzzuschlag) – stacja kolejowa w Mürzzuschlag, w kraju związkowym Styria, w Austrii. Znajduje się na Südbahn. Obsługuje połączenia dalekobieżne i jest miejscem planowanego wylotu zachodniego portalu nowo budowanego Semmering-Basistunnel.

## Historia
Mürzzuschlag uzyskał pierwsze połączenie kolejowe w ramach 94 km trasy Mürzzuschlag-Graz. Zaledwie po roku budowy, została zainaugurowana 21 października 1844. Pierwsza podróż trwała trzy godziny i 21 minut.
Dziesięć lat później, w dniu 7 czerwca 1854 roku odbył się pierwszy zaplanowany kurs pociągu pasażerskiego na wybudowanej przez Carla von Ghega Semmeringbahn. 
1879 otwarta została lokalna linia do Neuberg an der Mürz. W 1996 roku funkcjonowanie tej linii zostało ostatecznie zamknięte, ostateczna korekta przez Ministerstwo Transportu odbyła się w 2007 roku. Od września 2010 jest zbudowana na starej linii kolejowej droga rowerowa R5, która została otwarta 19 czerwca 2011 roku.